# Jacek Gancarzewicz
Jacek Gancarzewicz (ur. 17 grudnia 1945 w Krakowie, zm. 1 września 2013 tamże) – polski matematyk, profesor zwyczajny Uniwersytetu Jagiellońskiego. Prezes oddziału krakowskiego Polskiego Towarzystwa Matematycznego w latach 1997-2001 (dwie kadencje). Zajmował się między innymi geometrią różniczkową, do której opublikował kilka podręczników.

## Życiorys

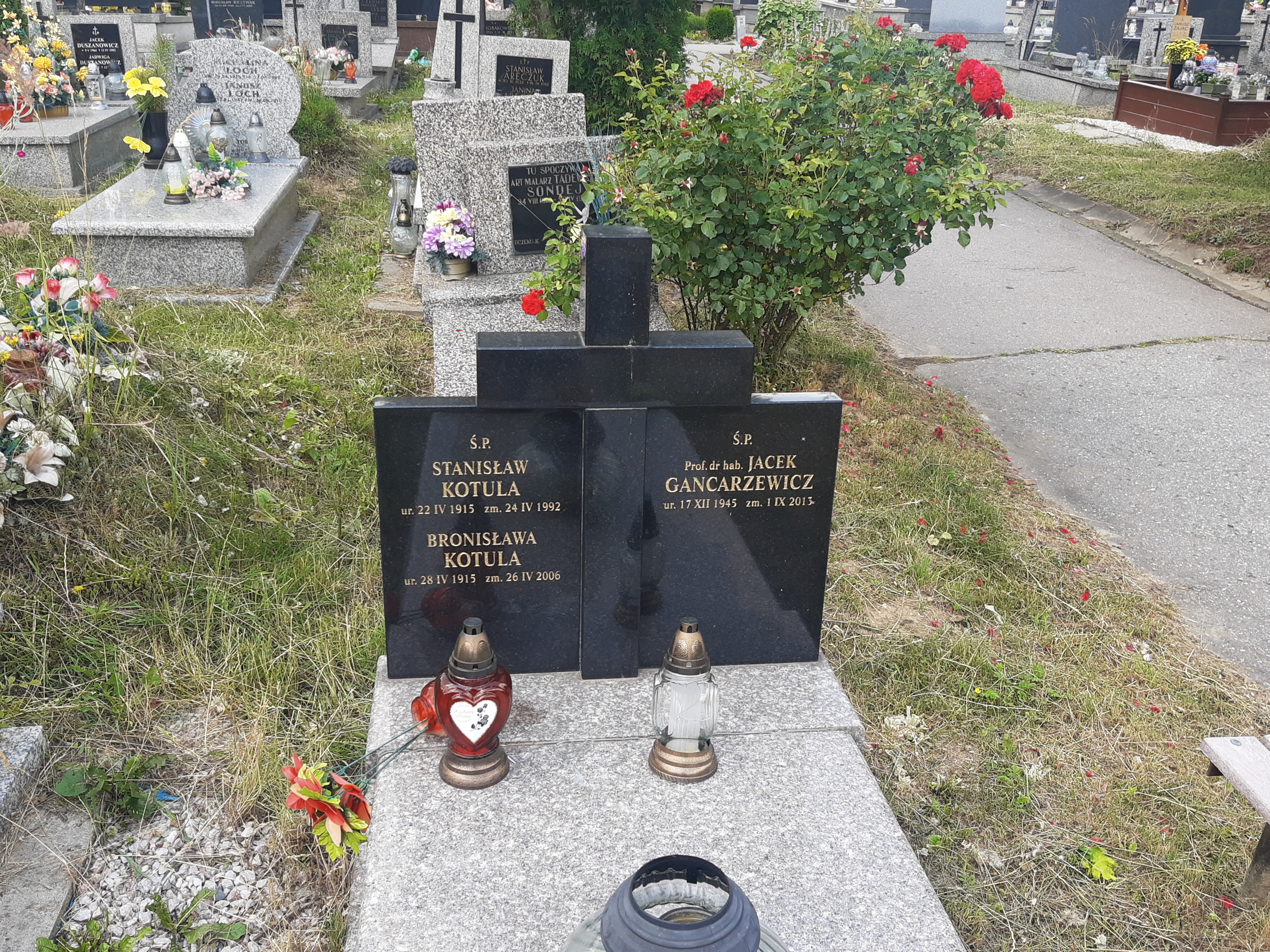
Grób prof. Jacka Gancarzewicza na Cmentarzu Prądnik Czerwony

Laureat Olimpiady Matematycznej  w 1963 roku. Studia matematyczne ukończył na Uniwersytecie Jagiellońskim w 1968. Doktoryzował się w 1972 na podstawie pracy przygotowanej pod kierunkiem Andrzeja Zajtza. Habilitację uzyskał w 1980. Tytuł profesora nauk matematycznych otrzymał w 1992. Był promotorem doktoratu Jacka Dębeckiego.
Odznaczenia: Złoty Krzyż Zasługi (1997) oraz Medal Komisji Edukacji Narodowej. Został pochowany na cmentarzu Batowickim w Krakowie (kwatera CLXXXV-6-16).

## Publikacje
Swoje prace publikował w takich czasopismach jak m.in.:
- „Czechoslovak Mathematical Journal”,
- „Journal of Mathematical Physics”,
- „Differential Geometry and its Applications”,
- „Dissertationes Mathematicae",
- „Rendiconti del Circolo Matematico di Palermo",
- „Annales Polonici Mathematici”.

Gancarzewicz to autor podręczników akademickich, zwłaszcza do geometrii i algebry:
- 1987: Geometria różniczkowa, Warszawa: Państwowe Wydawnictwo Naukowe.
- 2000: Arytmetyka, Kraków: Wydawnictwo Uniwersytetu Jagiellońskiego, ISBN 83-233-1347-4.
- 2001: Algebra liniowa z elementami geometrii, Kraków: WUJ.
- 2009: Algebra liniowa i jej zastosowania, Kraków: WUJ, ISBN 83-233-1832-8.
- 2010: Zarys współczesnej geometrii różniczkowej, Warszawa: Script, ISBN 978-83-89716-21-7.
- Wstęp do geometrii różniczkowej, współautorstwo: Barbara Opozda, Kraków: WUJ, ISBN 83-233-1768-2.